# Реино
Реѝно (на италиански: Reino) е село и община в Южна Италия, провинция Беневенто, регион Кампания. Разположено е на 450 m надморска височина. Населението на общината е 1281 души (към 2010 г.).